# 鐮刀收割計畫
鐮刀收割計畫（德語：Sichelschnittplan），英語國家稱曼施坦因計劃（英語：Manstein Plan）是1940年法國戰役期間德國軍隊的作戰計劃。最初的入侵計劃是由德國國防軍陸軍總司令部參謀長弗蘭茨·哈爾德將軍設計的，該計劃妥協性極強，沒有人滿意。在1940年1月10日梅赫倫事件期間，包含計劃細節的文件落入比利時手中，該計劃經過多次修訂，每次都更加強調A集團軍通過阿登的進攻，這些修訂逐漸減少了B集團軍在低地國家的行動。
在該計劃的最終版本中，德國入侵的主要方向是盟軍防線最薄弱的部分阿登，那裡的防禦由法國第二軍和第九軍中的二流部隊負責。假設如果該地區遭到襲擊，移動大量人員和設備的困難將使法國花費大量的時間增援此處。第七集團軍曾是法國戰略預備隊中最強大的部分，在盟軍部署計劃的D計劃中，該部隊致力於迅速穿越比利時與荷蘭軍隊會合以狙擊敵軍。
曼施坦因計劃通常被稱為“镰刀收割行動”，這是溫斯頓·丘吉爾在事件發生後使用的一種朗朗上口的表達方式。戰後德國將軍們採用了該術語，這導致人們誤認為這是該計劃的正式名稱，或者至少是A集團軍進攻的正式名稱。德國國防軍對該行動的名稱是《戰役指令編號4，黃色方案》（德語：Aufmarschanweisung N°4, Fall Gelb），該方案於1940年2月24日定稿，並在同年5月的法國戰役中予以實施。

## 实施
在法国战役中，第1装甲集团军的五个装甲师（第1、2、6、8、10装甲师）计划穿过阿登：第19装甲军的三个装甲师（第1、2、10装甲师）在南翼朝向色当，对抗法国第2集团军；第41装甲军（第6、8装甲师）在北翼有两个装甲师，向蒙泰梅挺进，对抗法国第9集团军。属于第4集团军的第15军带着两个装甲师（第5、第7装甲师）穿过上阿登向迪南进发，因为侧翼防御来自北方的反击。5月10日至11日，第19装甲军与法国第2集团军的两个骑兵师交战，德军出其不意地出现在法军面前，迫使他们撤退。北部的第9集团军也派出两个骑兵师向前推进，但在与德军相遇之前于5月12日撤退。
科拉普需要骑兵师来加强默兹河的防御，因为第9集团军的部分步兵尚未抵达。先头的德军部队于下午抵达默兹河；当地的法军指挥官认为德军已经远远领先于主力部队，会在尝试过河之前等待。从5月10日起，盟军轰炸机被派去突袭比利时北部以延缓德军的推进，而第一集团军则向前推进，但对马斯特里赫特桥梁的攻击以失败告终（135架空中打击部队日间轰炸机被削减到5月12日的72架）。
与计划相反，古德里安和其他装甲将领违抗命令，迅速向英吉利海峡挺进。装甲部队攻占了阿布维尔，随后进行了布洛涅战役和加来围城战，只是在5月17日、22日和24日被希特勒命令暂时停止。在命令停止后，装甲部队推进到北海沿岸并参加了敦刻尔克战役。曼施坦因计划摧毁了盟军的联系，其军队被一分为二，北部的军队被A集团军群和B集团军群包围，导致比利时军队投降和发电机行动，英国远征军和法国军队从敦刻尔克撤离。北部的失败和机动预备队的缺乏导致剩余的法国和英国军队在红色方案和1940年6月22日的停战前被击败。

## 延伸閱讀
- Ciano, Galeazzo. . 由Gibson, H.翻译 Simon Publications. London: Doubleday. 2001 [1946]  [16 March 2019]. ISBN 1-931313-74-1.
- Cooper, M. . Briarcliff Manor, NY: Stein and Day. 1978. ISBN 978-0-8128-2468-1.
- Doughty, R. A.  Stackpole, Mechanicsburg, PA. Hamden, CT: Archon Books. 2014 [1985]. ISBN 978-0-8117-1460-0.
- Hinsley, F. H.;  et al.  I. London: HMSO. 1979. ISBN 978-0-11-630933-4.
- May, Ernest R. . London: I.B.Tauris. 2000. ISBN 978-1-85043-329-3.
- Rowe, V.  1st. London: Putnam. 1959. OCLC 773604722.
- Vaïsse, Maurice.  [May–June 1940: French Defeat, German Victory, In the Eyes of Foreign Historians]. Autrement. Collection Mémoires. Paris: Éd. Autrement. 2000. ISBN 978-2-86260-991-1 （法语）. |number=被忽略 (帮助)